# آتوسا بوركاشيان
آتوسا بور کاشيان هي لاعبة شطرنج إيرانية (ولدت في 17 مايو 1988، في طهران) وهي بطلة إيران للشطرنج النسوي ست مرات (2007، 2008، 2009، 2011، 2013، 2014). وبطلة العالم للشباب في الفئة أقل من 12 سنة عام 2000.

## روابط خارجية
- آتوسا بوركاشيان على موقع الاتحاد الدولي للشطرنج (الإنجليزية)
- آتوسا بوركاشيان على موقع مباريات الشطرنج (الإنجليزية)
- آتوسا بوركاشيان على موقع 365Chess.com (الإنجليزية)
- آتوسا بوركاشيان على موقع Chesstempo.com (الإنجليزية)
- آتوسا بوركاشيان على موقع الاتحاد الأمريكي للشطرنج (الإنجليزية)
- آتوسا بوركاشيان سجل أولمبياد الشطرنج للسيدات على موقع OlimpBase.org (الإنجليزية)